# Oswald Fischer
Oswald Heinrich Fischer (* 5. August 1863 in Daßlitz; † 17. April 1931 in Greiz) war ein deutscher Schuhmachermeister und Politiker (SPD).

## Leben
Fischer war der Sohn des Webers Johann Heinrich Fischer und dessen Ehefrau Johanna Christiane Fischer. Er war evangelisch-lutherischer Konfession und heiratete am 2. Juli 1908 in Greiz die Wirtschafterin Theresia Lorber (* 11. Oktober 1883 in Stadtsteinach; † 13. Dezember 1951 in Greiz), die uneheliche Tochter der Katharina Lorber aus Stadtsteinach. Die gemeinsame Tochter Lucie wurde ebenfalls Abgeordnete. 
Er machte eine Schuhmacherlehre und  arbeitete als Schuhmacher. 1919 wurde er Schuhmachermeister in Greiz.
Er trat der SPD bei und war 1905, 1909 und 1917 auch Teilnehmer an SPD-Reichsparteitagen. Vom 13. März 1921 bis zum 21. Februar 1928 war er Mitglied des Gemeinderates der Stadt Greiz. Vom 3. Juni 1912 bis zum 3. Januar 1919 gehörte er als Abgeordneter dem Greizer Landtag an. Auch nach der Novemberrevolution wurde er erneut in den Landtag gewählt und er war ab dem 17. Februar 1919 erneut Mitglied des Landtags. Daneben war er ab dem 19. Februar 1919 Mitglied des Gemeinsamen Landtages beider reußischer Staaten (ab April 1919 Volksstaat Reuß) bzw. der nach der Gründung des Landes Thüringen aus diesem Landtag hervorgegangenen, 1921 verkleinerten und schließlich zum 31. März 1923 aufgelösten Gebietsvertretung Gera-Greiz. Zwischen dem 16. Dezember 1919 und dem 20. Juli 1920 war er stellvertretendes Mitglied im Volksrat von Thüringen.